# Germán Carnevali
Germán Carnevali Fernández-Concha (1955) es un botánico venezolano, especialista en Orchidaceae.
Es licenciado en Biología en la Universidad Central de Venezuela; y realizó su Maestría y Doctorado en la Universidad de Misuri en St. Louis. Trabaja como Investigador Titular B en la Unidad Académica de Recursos Naturales del Centro de Investigación Científica de Yucatán.

## Algunas publicaciones
- Carnevali, G, JL Tapia-Muñoz, R Jiménez-Machorro, L Sánchez-Saldaña, L Ibarra-González, IM Ramírez, MP Gómez-Juárez. 2001a. Notes on the flora of the Yucatan Peninsula II: A synopsis of the orchid flora of the Mexican Yucatán Península and a tentative checklist of the Orchidaceae of the Yucatán Península Biotic Province. Harvard Pap. Bot. 5: 383-466
- ----, JL Tapia-Muñoz, IM Ramírez. 2001b. The status of Schomburgkia tibicinis var. grandiflora Lindl. (Orchidaceae) and a key to the Mexican species of Myrmecophila. Harvard Pap. Bot. 6: 245-251
- ----, JL Tapia, NH Williams, WM Whitten. 2003. Sistemática, Filogenia y Biogeografía de Myrmecophila (Orchidaceae). Lankesteriana 7: 29-32
- ----, IM Ramírez. 2004a. Two New Species of Encyclia (Orchidaceae: Laeliinae) from Venezuela. Novon 14: 413-419
- ----, V Sosa, JL León de la Luz, J León-Cortés. 2004b. Colecciones Biológicas de los Centros CONACyT. CONACyT. México D.F. México
- Romero-González, GA; G Carnevali. 2004c. New reports of Orchidaceae from the Guianas. Lankesteriana 4(3): 229-233
- Ramírez, I, G Carnevali, F Chi-May. 2004d. Guia Ilustrada de las Bromeliaceae de la porción mexicana de la Península de Yucatán. Centro de Investigación Científica de Yucatán-PNUD. 124 pp.
- Ramírez, I, G Carnevali, F Chi-May. 2004e. Portraits of Bromeliaceae from the Mexican Yucatan Peninsula-IV: Tillandsia dasyliriifolia Baker: Taxonomy and reproductive biology. J. Brom. Soc. 54(3): 112-121
- Ramírez Morillo, IM, G Carnevali, F Chi May. 2004f. Guía ilustrada de las Bromeliaceae de la porción mexicana de la Península de Yucatán. Ed. Centro de Investigación Científica de Yucatán, 124 pp. ISBN 9686532145
- Carnevali, G, WR Cetzal Ix, R Balam Narváez, GA Romero-González. 2010. A Synopsis of Cohniella (Orchidaceae, Oncidiinae). Brittonia 62(2): 153–177
- ----, R Duno, JL Duno, IM Ramírez. 2010. Reassessment of Zephyranthes (Amaryllidaceae) in the Yucatán Peninsula including a new species, Z. orellanae. J. of the Torrey Botanical Soc. 137(1): 39-48
- Carnevali G, JL Tapia-Muñoz, R Duno de Stefano, IM Ramírez (eds. grales.) 2010. Flora Ilustrada de la Península de Yucatán: Listado Florístico. Centro de Investigación Científica de Yucatán, A.C. Mérida, Yucatán, México, 328 pp.
- Cetzal-Ix, W, G Carnevali FC. 2011. A new species of of Cohniella (Orchidaceae, Cymbideae, Oncidiinae) from Amazonian Venezuela. Novon 21: 178-181
- Balam, R, G Carnevali, W Cetzal-Ix, R Duno 2011. Lophiaris tapiae, a new species in the Lophiaris oerstedii Complex (Orchidaceae) from the Yucatan Peninsula, Mexico. Acta Botanica Mexicana 97: 17-29 (2011)

- La abreviatura «Carnevali» se emplea para indicar a Germán Carnevali como autoridad en la descripción y clasificación científica de los vegetales.[2]